# Ruth Riley
Ruth Ellen Riley Hunter (Ransom, 28 augustus 1979) is een voormalig Amerikaans basketbalspeelster. Zij won met het Amerikaans basketbalteam de gouden medaille tijdens de Olympische Zomerspelen 2004. Riley werd in 2019 toegevoegd aan de Women’s Basketball Hall of Fame.

## Carrière
Riley speelde voor het team van de Universiteit van Notre Dame, voordat zij in 2001 haar WNBA-debuut maakte bij de Miami Sol. In totaal heeft ze 13 seizoenen in de WNBA gespeeld bij 5 verschillende clubs. Haar grootste succes behaalde ze tijdens haar jaren bij Detroit Shock, waarmee ze twee keer het landelijk kampioenschap won.
Buiten de WNBA seizoenen speelde ze in Spanje (Valencia BC en Baloncesto Rivas), Letland (TTT Riga), Polen (Lotos Gdynia) en Griekenland. Met haar club Sony Athinaikos Byron in Griekenland won ze in 2010 de EuroCup.
Tijdens de Olympische Zomerspelen 2004 in Athene won ze olympisch goud door Australië te verslaan in de finale. In totaal speelde ze 7 wedstrijden tijdens de Spelen en wist alle wedstrijden te winnen. Ze scoorde 24 punten tijdens de Spelen. Ook won ze zilver met het nationale team in Spanje tijdens de World University Games in 1999.
Sinds 2018 is ze analist bij de Miami Heat voor radio en televisie.

## Statistieken
| Seizoen | Team       | WG  | Punten | FG%   | FT%   | RPW | APW | SPW | BPW | PPW  |
| ------- | ---------- | --- | ------ | ----- | ----- | --- | --- | --- | --- | ---- |
| 2002-03 | Notre Dame | 32  | 368    | 60.0% | 74.8% | 7.3 | 0.7 | 0.8 | 2.2 | 11.5 |
| 2003-04 | Notre Dame | 31  | 514    | 68.3% | 69.0% | 8.4 | 1.3 | 0.8 | 3.3 | 16.6 |
| 2004-05 | Notre Dame | 32  | 518    | 61.5% | 80.5% | 7.3 | 1.3 | 0.5 | 2.7 | 16.2 |
| 2005-06 | Notre Dame | 36  | 672    | 62.8% | 76.8% | 7.8 | 1.9 | 0.6 | 3.1 | 18.7 |
| Totaal  |            | 131 | 2072   | 63.2% | 75.4% | 7.7 | 1.3 | 0.7 | 2.8 | 15.8 |

00 Ruth Riley · 
1 Ayana Walker · 
5 Elaine Powell · 
9 Stacey Thomas · 
11 Kedra Holland-Corn · 
13 Sheila Lambert · 
14 Deanna Nolan · 
32 Swin Cash · 
35 Cheryl Ford · 
44 Astou Ndiaye-Diatta · 
54 Barbara Farris · 
Coach Bill Laimbeer
00 Ruth Riley · 
5 Elaine Powell · 
7 Sabrina Palie · 
8 Angelina Williams · 
11 Kedra Holland-Corn · 
14 Deanna Nolan · 
21 Jacqueline Batteast · 
23 Plenette Pierson · 
30 Katie Smith · 
32 Swin Cash · 
35 Cheryl Ford · 
45 Kara Braxton · 
Coach Bill Laimbeer